# Petrov Anatolij

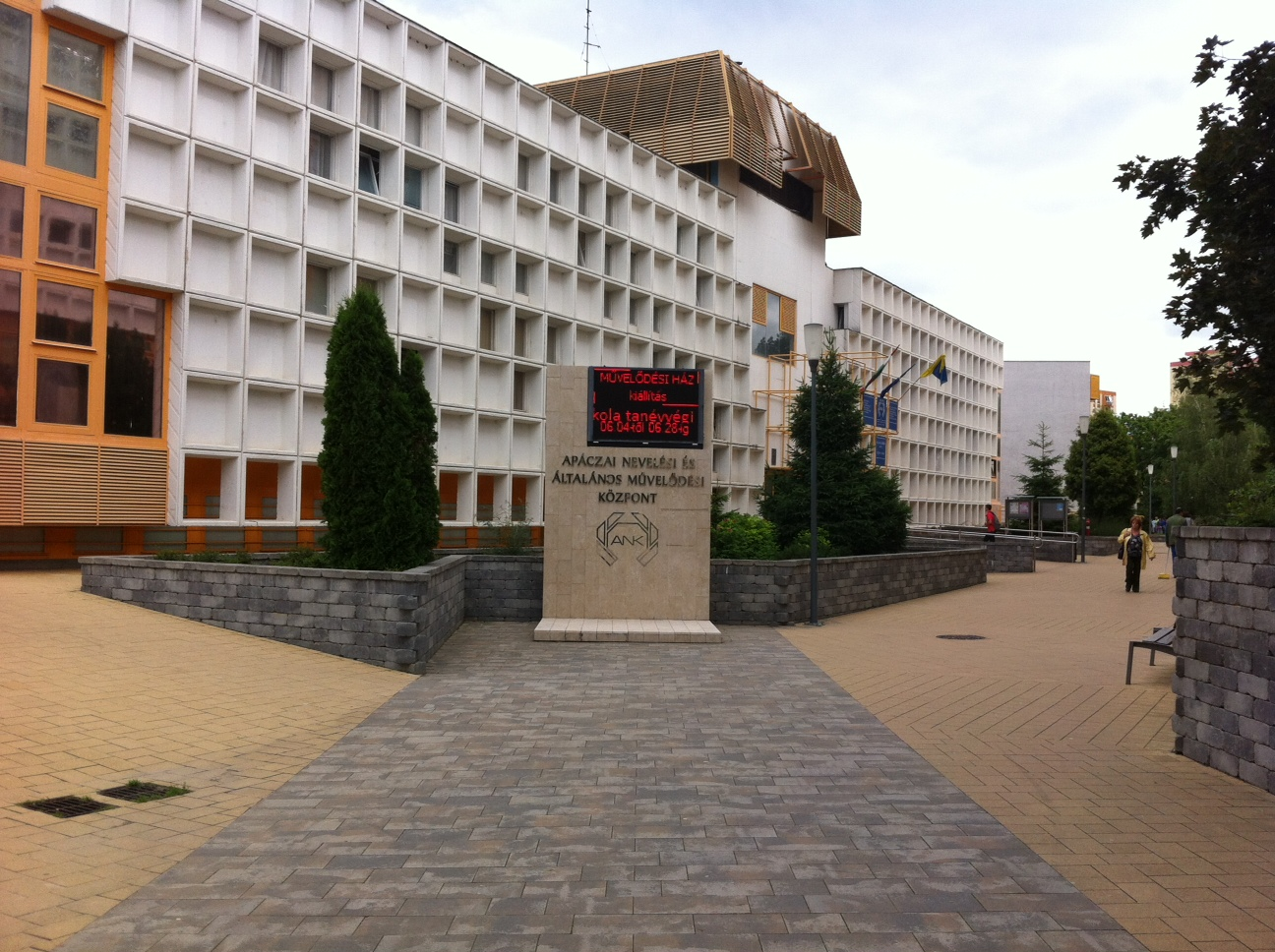
Pécsi Apáczai Csere János Általános Iskola, Gimnázium, Kollégium. 2013

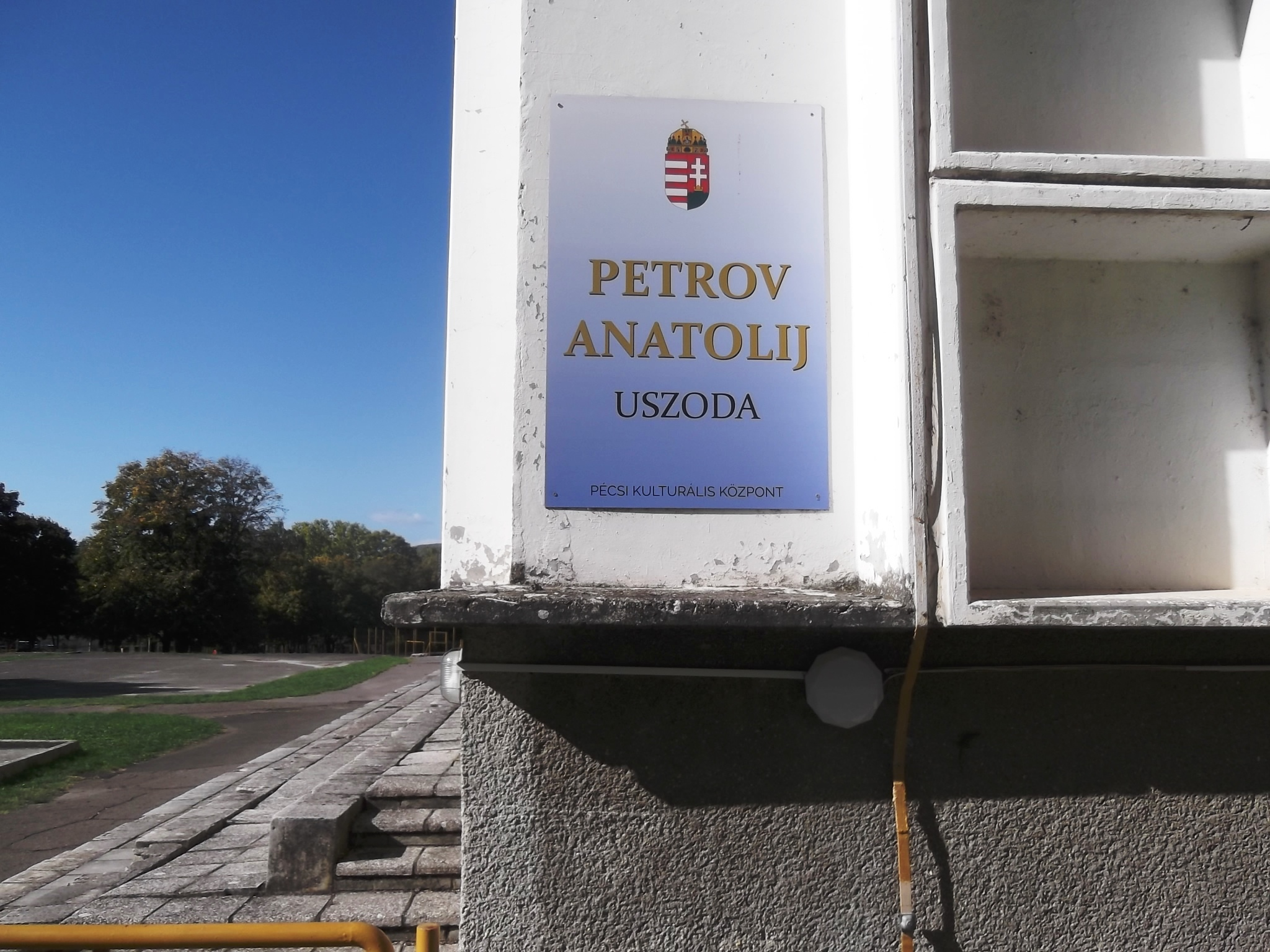
Petrov Anatolij úszóedzőről elnevezett uszoda Pécsen. ANK. 2024

 Petrov Anatolij (Rozsgyesztvenka község, jelenlegi neve Rizdvjanka , novonyikolajevkai járás, Zaporozsje terület, 1940. augusztus 10. –) az ANK úszóedzője, testnevelőtanár. 2020-ban Petrov Anatolij Uszodává keresztelték át a Pécsi Kulturális Központ uszodáját.

## Élete
Szülei: Petrov Anatolij Ivanovics, Bulgakova Anna Leontyevna. Felesége Mátrai Judit tanárnő, négy gyermekük született. Petrov Anatolij 1981 óta lakik Pécsen. 1992-ben kapta meg a magyar állampolgárságot. Diplomáját a Moszkvai Állami Egyetem Testnevelési és Sporttudományi Karán szerezte 1968-ban. Tanulmányai befejezése után a Vlagyimiri Tanárképző Főiskola Testnevelési és Sporttudományi Karára kapott meghívást, ahol a Testneveléselmélet és módszertani Tanszék oktatója, majd a tanszékvezető helyettese volt (1968–1980). 1976–1979 között Szentpétervárott,  (akkor Leningrádon) aspirantúrát végzett, tudományos kutatással foglalkozott. Több cikke jelent meg a moszkvai és leningrádi sporttudományi szaklapokban. 1980-ban családegyesítés eredményeként települt át Magyarországra. Pécsen 1984 óta foglalkozik az úszás utánpótlás nevelésével. Az Apáczai Nevelési és Általános Művelődési Központban (ANK-ban) 1981 és 2003 között testnevelőtanárként dolgozott. Az egyesület megalakulása óta az ANK Úszóklub vezetőedzője (1984–2017). 1990 óta foglalkozik mozgássérültek oktatásával is, egy ideig tanítványa volt Kovács Ervin, majd Pásztory Dóra, akinek példáját további sérült gyermekek is követték. „5-7 éves gyermekek testi és mozgásfejlődésének jellemzői” címmel, a testnevelés és sport-tudományok köréből írt egyetemi doktori értekezését 1991-ben védte meg a Budapesti Testnevelési Egyetemen. Tudományos vezetője Nádori László egyetemi tanár volt. Negyven év alatt tanítványai az úszósportban több mint félszáz Országos bajnoki címet, több tucatnyi Diákolimpiai bajnoki, 4 Kadett, 4 Ifjúsági Európa-bajnoki címet nyertek. Öt válogatott kerettag és több mint 30 új korosztályos országos csúcs jelzi munkáját. Tanítványai a Magyar Olimpiai Csapat tagjai voltak. (Athén 2004, Peking 2008, London 2012, Rio de Janeiro 2016) A para úszósportban félszáz országos bajnoki cím, 10 Európa-bajnoki és világbajnoki cím, paralimpiai és világcsúcsok minősítik munkáját. 2000 óta tanítványai minden Paralimpián éremszerzők voltak (Sydney 2000, Athén 2004, Peking 2008 és London 2012, Rio de Janeiro 2016). 3 tanítványa tagja a Magyar Olimpiai Csapatnak, négy tanítványa tagja a Magyar Paralimpiai csapatnak. Legsikeresebb tanítványai Pásztory Dóra kétszeres paralimpiai bajnok, Sors Tamás kétszeres paralimpiai bajnok és Jakabos Zsuzsanna négyszeres olimpikon, olimpiai döntős. 
Pécsi Ukrán Kisebbségi Önkormányzat alelnöke, Magyar Úszó Szövetség Edzői Bizottságának tagja, Magyar Paralimpiai Bizottság Edzői Bizottságának tagja volt. 
2020. augusztus 10-én a mesteredző 80. születésnapján ünnepélyes keretek között a Nevelési Központ Uszodát Petrov Anatolij Uszodának nevezték el.
Mindkét fia ismerős az úszóközegben: Iván a győri úszóklub vezetője, a jelenlegi utánpótlás-kapitány, Árpád korábban Hosszú Katinka edzőjeként tevékenykedett.
Unokái: Petrov Andrejnél Szonja (2008) és Iván (2015). Petrov Júliánál Anna (2010), Léna (2011) és Olga (2014)
Egészen különleges figurája a magyar uszodáknak Petrov Anatolij, akit mindenki csak „Tolja bácsiként” tisztel: az ukrán származású szakember a pécsi uszodában eltöltött évtizedek során nagyszerű úszók sorát nevelte fel. Jakabos Zsuzsanna mellett a honi sport történetének két kiemelkedő paralimpiai bajnoka, Pásztory Dóra és Sors Tamás is nála kezdte.

## Tudományos publikációk jegyzéke
- Петров А. А.: Определение точности «отчета»  человеком заданного временного интервала. «Научные основы физического воспитания студентов педагогических институтов.» Выпуск 1У, Ленинград, 1975 г. рр 125-128. (Petrov A. A.: Adott időintervallum- értékelés  pontosságának meghatározása.  «Tanárképző szakos hallgatók testnevelés oktatásának tudományos alapjai”  IV. kötet Leningrád, 1975. рр 125-128.)

- Петров А. А.: Возрастная динамика управления движениями по параметрам пространства, времени и усилия и их взаимосвязь. «Развитие двигательных способностей у детей». Москва  1976 г. рр. 144. (Petrov A. A.: A mozgáskoordináció  életkori dinamikája a tér, idő és erő paraméterek, valamint azok kölcsönhatásai alapján.  «Gyermekek motorikus képességeinek fejlődése». Moszkva  1976. рр. 144.)

- Петров А. А., Семенов М.И.: Особенности взаимосвязи точностных параметров движений. «Научные основы физического воспитания студентов педагогических институтов». Сборник статьей, выпуск У, Ленинград 1977 г. рр. 84-87. (Petrov A. A.., Szemenov M. I..: A mozgáspontosságot meghatározó  tényezők  közötti összefüggések  sajátosságai. . «Tanárképző szakos hallgatók testnevelés oktatásának tudományos alapjai” Tanulmánykötet, V. füzet Leningrád, 1977. pp. 84-87.)

- Семенов М.И.,  Петров А. А., Казанцев И.П.: Возрастная динамика управления движениями по параметрам пространства, времени и усилия. «Научные основы физического воспитания студентов педагогических институтов». Сборник статьей, выпуск У, Ленинград 1977 г. рр. 125-131. (Szemenov M. I., Petrov A. A.,  Kazancev I. P.: A mozgáskoordináció  életkori dinamikája a tér, idő és erő paraméterek alapján.  «Tanárképző szakos hallgatók testnevelés oktatásának tudományos alapjai” Tanulmánykötet V. füzet Leningrád, 1977. pp. 125-131.)

- Петров А. А.: Влияние двигательной активности в условиях охлаждения на способность отмеривать и оценивать временной интервал. Сборник «Анатомо-физиологические особенности и физическое вопитание детей, подростков и юношей». Выпуск 1, Владимир 1977 г.  рр.  67-70. (Petrov A. A.: A motorikus aktivitás hatása  csökkenő hőmérsékleti körülmények között  az időintervallum mérés és értékelés képességére.  „Gyermekek, serdülők és fiatalok anatomiai-fiziológiai sajátosságai és testnevelés tanítása”.  I. kötet, Vlagyimir 1977, pp. 67-70.)

- Sallai Zsuzsanna-Váradi Zoltánné-Dr. Aubert Antalné-Anatolij Petrov: Szülők és gyermekek együttes testnevelési foglalkozásairól. 1983. március. Nevelési Központ III. sz. óvoda, Pécs.

- Petrov Anatolij: 5-7 éves gyermekek testi és mozgásfejlődésének jellemzői. Egyetemi doktori értekezés. Testnevelési Főiskola 1990. Budapest.

- Kiss Tibor – Mátrai Judit – Petrov Anatolij: A mindennapos testnevelési foglalkozások hatásai. „Testnevelés- és sporttudomány”  XXVII. évf. 1996/1.  Budapest.  pp. 3-11.

## Díjai, elismerései[6]
- Szocialista Kultúráért. Művelődési Minisztérium. 1988.

- Baranya Megye kiváló utánpótlás edzője. 1994.

- Pécs Város Sport Díja. 2000.

- Pécs-Baranyai Milleniumi Emlékbizottság emlékérem.
- Magyar Köztársasági Érdemrend lovagkeresztje, polgári tagozat. 2000.

- Pedagógus Szolgálati Érdemérem. 2002.

- Baranya Megye kiváló utánpótlás edzője. 2004.
- Magyar Köztársaság Érdemrend tiszti keresztje. 2004.

- Mesteredzői Cím a Magyar Edzők Társasága döntése alapján. 2005.

- Apáczai Nevelési Központ Nívódíj. 2005.

- Magyar Érdemrend középkeresztje, polgári tagozat. 2012.

- Centenárium Díj. Magyar Úszó Szövetség elismerése. 2014.

- Magyar Érdemrend középkeresztje a csillaggal, polgári tagozat. 2016.

- Szent György Lovagrend tiszteletbeli tagja. 2016.

- Baranya megyei Prima Díj. 2019.

- Hall of Fame Magyar Úszó Hírességek csarnoka tagja. 2019.

- Faluhelyi Ferenc-díj. 2021.

## Videófelvétel
- Petrov Anatolij uszoda névavató. - Pálya. Pannon Televízió – Youtube.com, Közzététel 2020. augusztus 10.
- Pécs Café: Palotai Tamás vendége Petrov Anatolij – Youtube.com, Közzététel 2020. január 27.
- Petrov Anatolij. 2019-ben a Magyar Úszó Szövetség beválasztotta az Úszó Hírességek Csarnokába. Magyar Úszó Szövetség - hivatalos csatornája – Youtube.com, Közzététel 2020. február 4.
- Petrov Anatolij. 2019-ben a Magyar Úszó Szövetség beválasztotta az Úszó Hírességek Csarnokába. Magyar Úszó Szövetség - hivatalos csatornája – Youtube.com, Közzététel 2020. február 24.
- DIGI Sport, Reggeli Start - Anatolij Petrov, Mátrai Judit, Péter Virág  – Youtube.com, Közzététel 2017. február 28.